# George Douglas, 13. Earl of Morton

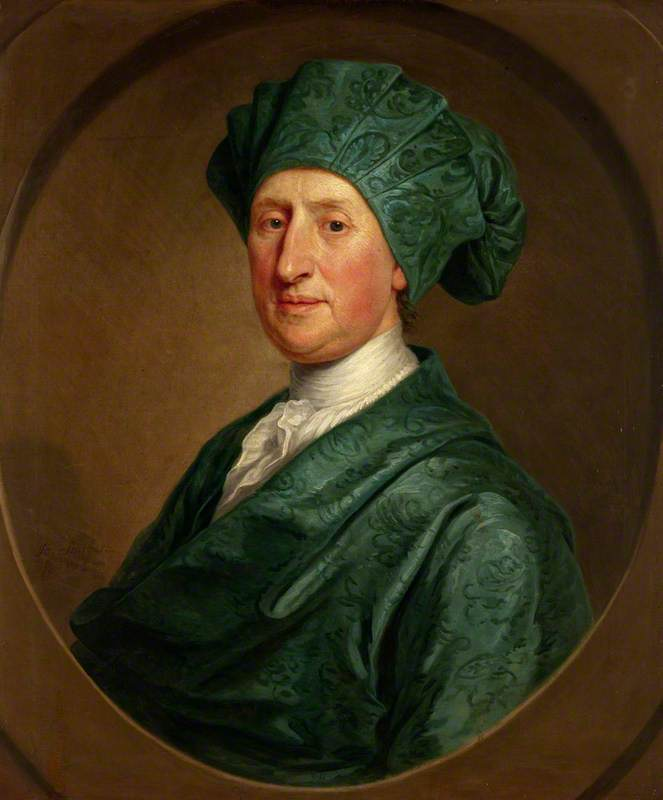
George Douglas, 1727

George Douglas, 13. Earl of Morton (* 1662; † 4. Januar 1738) war ein schottischer Adliger und Politiker aus dem Hause Douglas.

## Leben
Douglas wurde im Jahre 1662 als vierter Sohn von James Douglas, 10. Earl of Morton geboren. Im Jahre 1685 wurde er des Mordes angeklagt, als er nach einer Ehrverletzung seinen Gegner im Kampf tötete. Das Gericht folgte Douglas’ Ausführungen von einer Notwehrhandlung und sprach ihn frei.
Im Anschluss schlug er eine militärische Laufbahn ein und trat 1685 im Rang eines Lieutenant des Scottish Regiment of Footguards in die schottische Armee ein. 1688 wurde er zum Captain-Lieutenant befördert. 1692 wurde er Captain von Cunningham's Regiment of Scots Dragoons. 1703 wurde er zum Brevet-Lieutenant-Colonel, 1703 zum Major und 1709 zum Brevet-Colonel befördert. 1709 schied er schließlich aus dem aktiven Armeedienst aus.
Douglas war zweimal verheiratet. Aus der ersten Ehe mit einer Tochter des Alexander Muirhead of Linhouse hatte er einen Sohn, der jung starb. Aus der zweiten, vor 1702 geschlossenen Ehe mit Frances Adderly, Tochter des William Adderly of Halstow hatte er drei Söhne, von denen zwei das Erwachsenenalter erreichten. Beim Tod seines kinderlosen Bruders Robert Douglas, 12. Earl of Morton erbte Douglas am 22. Januar 1730 dessen schottischen Adelstitel als 13. Earl of Morton.
Bei seinem Tod im Jahre 1738 erbte sein ältester überlebender Sohn James den Titel des Earl of Morton. Sein jüngerer Sohn Robert wurde später ebenfalls Politiker.

## Politischer Werdegang
Wie auch sein Bruder James war George Douglas Anhänger von James Douglas, 2. Duke of Queensberry. Erstmals wurde er 1702 als Abgeordneter für das Borough Kirkwall ins schottische Parlament gewählt. Er verlor seinen Parlamentssitz 1707 bei Auflösung des schottischen Parlaments durch den Act of Union. 1708 trat er erstmals zu Wahl des britischen House of Commons an. Von 1708 bis 1713 und 1715 bis 1722 war er als Abgeordneter für das Borough Linlithgow sowie von 1713 bis 1715 und von 1722 bis 1730 als Abgeordneter für den Wahlkreis Orkney and Shetland Mitglied des britischen Unterhauses.
Ebenso wie sein Bruder Alexander, der den Wahlkreis Orkney and Shetland 1708 bis 1713 vertrat, war George Douglas im Parlament weitgehend inaktiv. Infolge der für Schottland ungünstigen Beschlüsse zur Erhebung einer Malzsteuer durch das von englischen Vertretern dominierten britischen Parlaments, gehörte Douglas zu jenen schottischen Vertretern, die einen Boykott und die Auflösung des Act of Union unterstützten. Er wird gewöhnlich als Whigs betrachtet, obwohl er auch gelegentlich mit den Torys stimmte. Nachdem er 1730 den Titel Earl of Morton geerbt hatte, wurde er im selben Jahr als Representative Peer ins britische House of Lords gewählt, wodurch er sein Unterhausmandat aufgeben musste. 1734 wurde Douglas nicht wiedergewählt.
Ab 1733 bis zu seinem Tod 1738 hatte er das Staatsamt des Vizeadmirals von Schottland inne.